# Opel-Gang
Opel-Gang est le premier album du groupe punk allemand Die Toten Hosen. Il est sorti en 1983, avec un tirage de 20 000 exemplaires sur le label Totenkopf.